# Balclutha pararubrostriata
Balclutha pararubrostriata är en insektsart som beskrevs av Rama Subba Rao och K. Ramakrishnan 1990. Balclutha pararubrostriata ingår i släktet Balclutha och familjen dvärgstritar. Inga underarter finns listade i Catalogue of Life.